# 怀俄明州
懷俄明州（英語：State of Wyoming）是美國西部的一個州。為全美國人口最少的一州，亦為全美印第安人比例第四高的州。此州一共管轄23個郡（縣）。懷俄明州内擁有眾多知名的景點，包括舉世聞名的黄石國家公園和大提頓國家公園等，每年吸引成千上萬的海内外遊客前來觀光遊覽。懷俄明的名稱源自古印地安語“mecheweamiing”，意為「大草原」。根據州歷史沿革，懷俄明州亦稱為“大懷俄明”（Big Wyoming）及“牛仔州”（Cowboy State）。其中，懷俄明州州議會於西元1869年通過授予女性投票權的法案，為世界上首見女性擁有投票權的政府，因而得到“平等之州”（Equality State）的美譽。

## 地理
本州呈長方形，北鄰蒙大拿州，兩州大致以北緯45度線為分界；東鄰南達科他州和内布拉斯加州，大致以西經104線為界；南面是科羅拉多州，大致以北緯41度線為界；西部是猶他州和爱達荷州，大致以西經111度線為界。

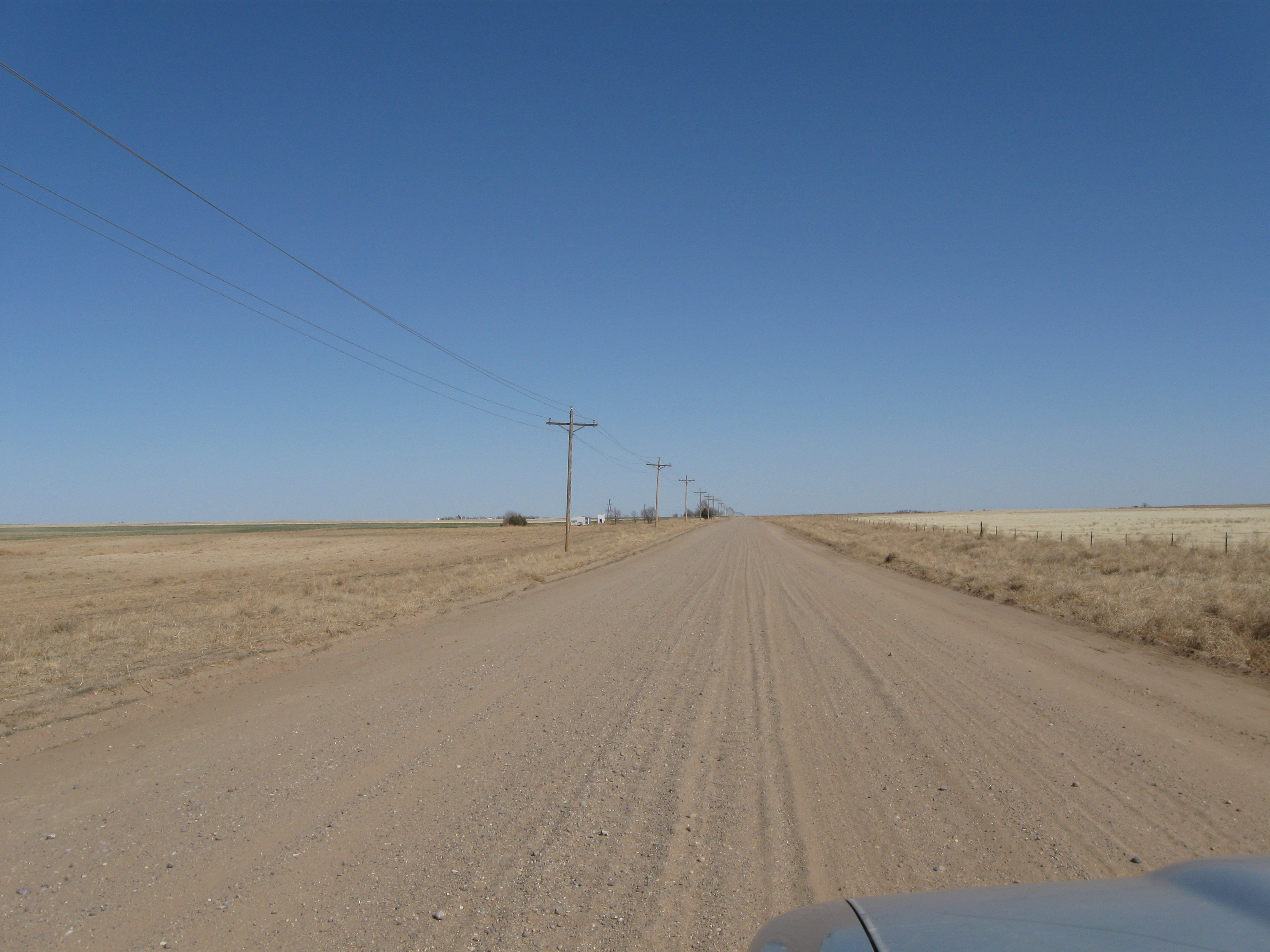
大草原的一部分，科罗拉多境内

懷俄明的西半部分幾乎都為落基山脈所覆蓋，而東部則是高海拔被稱為Gigh Plains的大草原。懷俄明境内有兩個國家公園：黃石和大蒂頓。

## 經濟
懷俄明州的經濟主要依靠旅遊業和礦產如天然氣、天然碱和石油。懷俄明還有煤炭、鈾和礦石等資源。其煤炭開採在2008年達到了頂峰。在2020年，懷俄明生產了2.1億短吨的煤炭，比2019年少了21%。
其農產品主要包含大麥、小麥、乾草和羊毛。2020年，懷俄明的地區GDP為392.1億美元。

## 重要的城市和城镇
懷俄明州人口超過10,000人的城市或城鎮有（以降序排列）：
| - 夏延，本州首府與最大城市，隸屬於拉勒米郡 - 卡斯珀，隸屬於納特羅納郡 - 拉勒米，隸屬於奧爾巴尼郡 - 石泉城 | - 吉列 - 谢里登 - 綠河 - 埃文斯顿 |

### 都会区
| 排名 | 都会区名稱            | 人口   |
| ---- | --------------------- | ------ |
| 1    | 夏延 MSA              | 98,976 |
| 2    | 卡斯珀 MSA            | 79,115 |
| 3    | 吉列 μSA              | 46,140 |
| 4    | 石泉城 μSA            | 43,051 |
| 5    | 里弗顿 μSA            | 39,531 |
| 6    | 拉勒米 μSA            | 38,601 |
| 7    | 谢里敦 μSA            | 30,233 |
| 8    | 杰克逊 μSA (州内部分) | 23,081 |
| 9    | 埃文斯顿 μSA          | 20,299 |

## 國家公園
- 黃石國家公園（Yellowstone National Park）- 世界第一個國家公園
- 大狄頓國家公園（Grand Teton National Park）
- 魔鬼塔國家自然保護區（Devil's Tower National Monument）

## 人口
2003年人口普查，懷俄明州有501,242人，是全美國人口最少的一州，也是在全美国中印第安人比例最高的州之一。目前懷俄明州的種族比例可分為：
- 88.9%－白人
- 6.4%－拉美裔人
- 2.3%－印地安原住民
- 0.8%－非裔人
- 0.6%－亞裔人
- 1.8%－混合的種族

根據人口普查，在懷俄明州的居民祖先中，德國人（25.9%）最多，其次是英國人（15.9%）、愛爾蘭人（13.3%）、本土化血統者（6.5%）、挪威人（4.3%）。
此外，五歲以下的居民占有6.3%，18歲以下則有26.1%。至於65歲以上則是11.7%。懷俄明州的女性略少於男性，百分比為49.7%。
美國2012年人口估算顯示，該州人口達到57.64萬。
宗教上，懷俄明州人口信仰比例為：
- 58%－新教徒（Protestant）
- 18%－羅馬天主教徒（Roman Catholic）
- 10%－其他基督教派的教徒（Other Christian，大多為摩門教）
- 3%－其他宗教教徒（Other Religions）
- 14%－無信仰者（Non-Religious）

懷俄明州新教徒，其中以衛理公會派教徒（Methodist，10%）最高、其次為長老教會教徒（Presbyterian，9%）、接著是浸禮會（Baptist，9%）。

## 教育

### 學院和大學

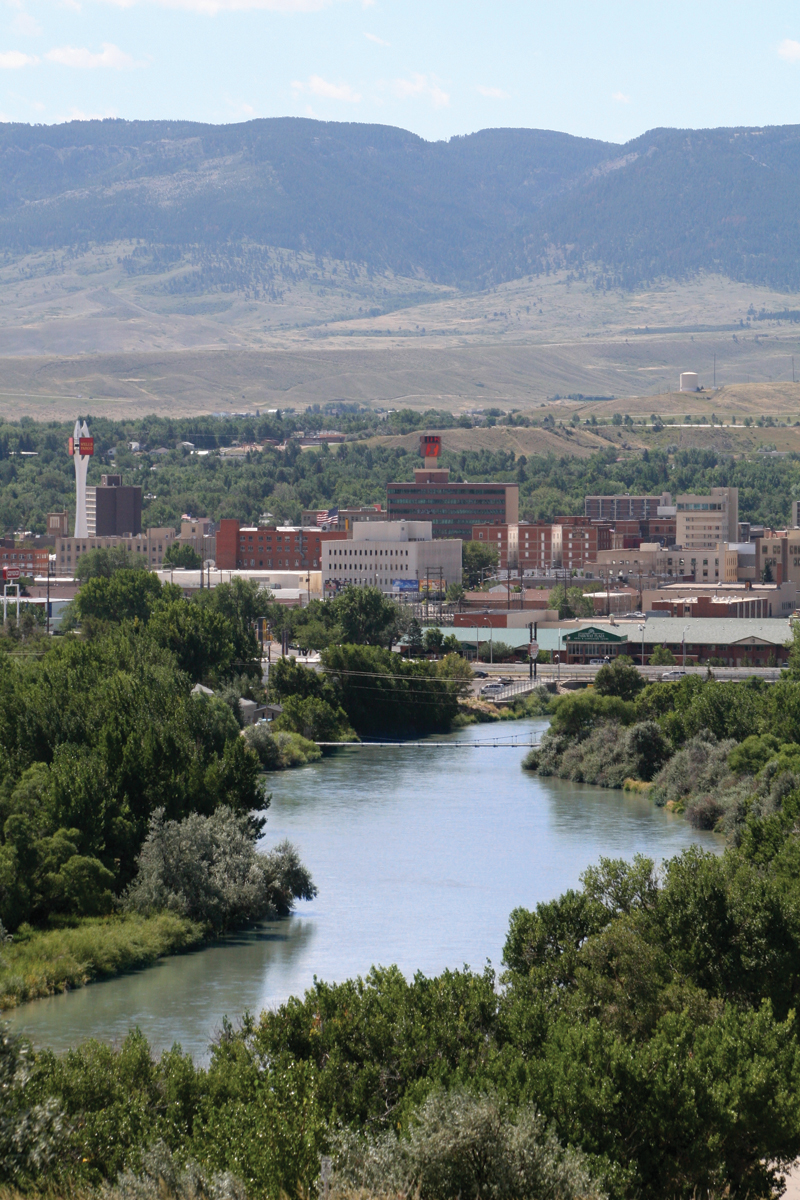
卡斯珀市

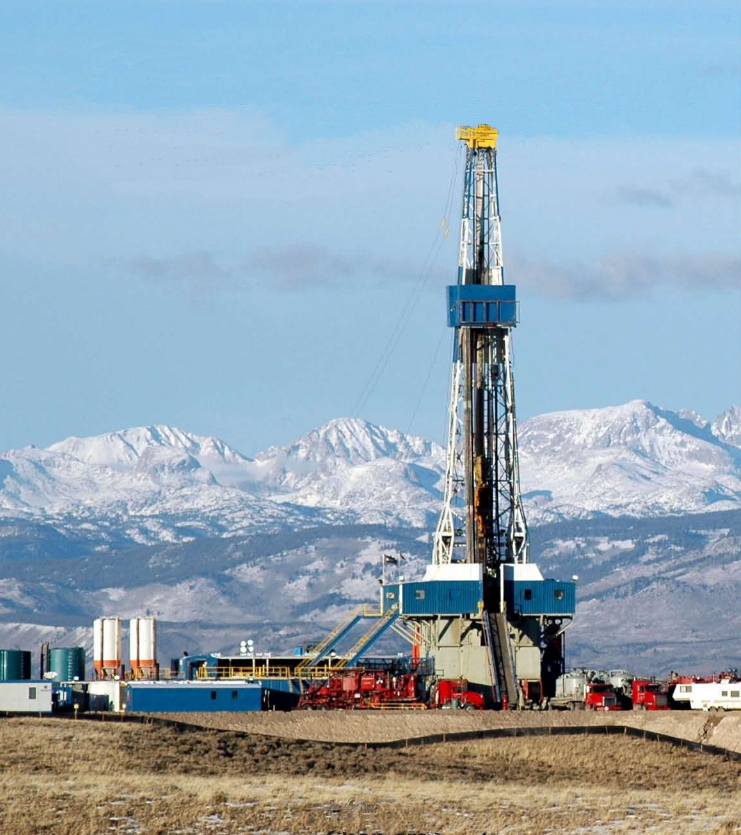
Rig wind 的天然氣井

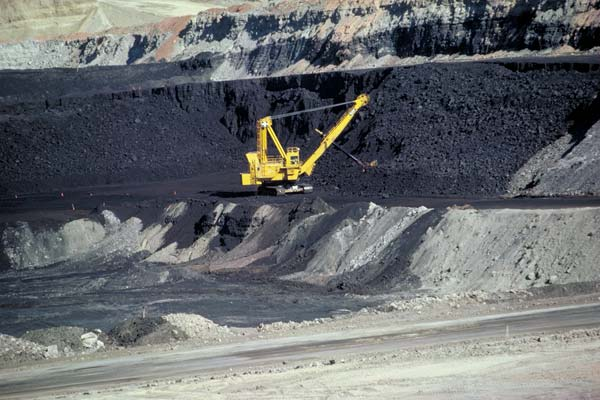
怀俄明鐵礦場

詳見懷俄明州學院和大學列表

## 職業運動隊
- 卡斯伯洛磯（Casper Rockies，新人級先鋒聯盟，母隊：科羅拉多洛磯）

## 名人
- 杰克遜·波洛克（1912－1956）：畫家、抽象表現主義運動的核心成員之一
- 羅伯特·R·威爾遜（1914－2000）：物理學家，曾參與曼克頓計劃，費米國立加速器實驗室首任所長

## 其它
州鳥：西部野雲雀
州花：彩杯花（Castilleja linariaefolia，一種寄生植物）
州樹：白楊樹

## 主要的公路
- 25号州际公路
- 80号州际公路
- 90号州际公路